# Station Heia
Station Heia is een spoorwegstation in Heia in de gemeente Rakkestad in fylke Viken in Noorwegen. Het station werd geopend in 1896, ligt aan de oostelijke tak van Østfoldbanen. Heia wordt alleen bediend in de spits door stoptreinen van lijn L22 die na Mysen doorrijden naar Rakkestad.
Het oorspronkelijke stationsgebouw uit 1896 werd in 1909 afgebroken en weer opgebouwd in Bjørgeseter in Oppland. Het gebouw dat daarna werd gebouwd is tegenwoordig in gebruik als missiehuis. Bij het station staat enkel nog een eenvoudige wachtruimte.